# 다지리 고세이
다지리 고세이(일본어: 田尻 康晴, 2001년 6월 27일~)는 일본의 축구 선수이다.

## 구단 경력
그는 2020년 J3리그의 로아소 구마모토에 입단했고, 2년동안 팀에서 뛰었다. 2022년 일본 풋볼 리그의 고치 유나이티드 SC로 이적했다. 2024년까지 54경기에 출전하여, 1득점을 넣었다. 2024년후 현역 은퇴.